# 巴蘭-塔穆爾湖
55°14′21″N 111°42′50″E / 55.23917°N 111.71389°E

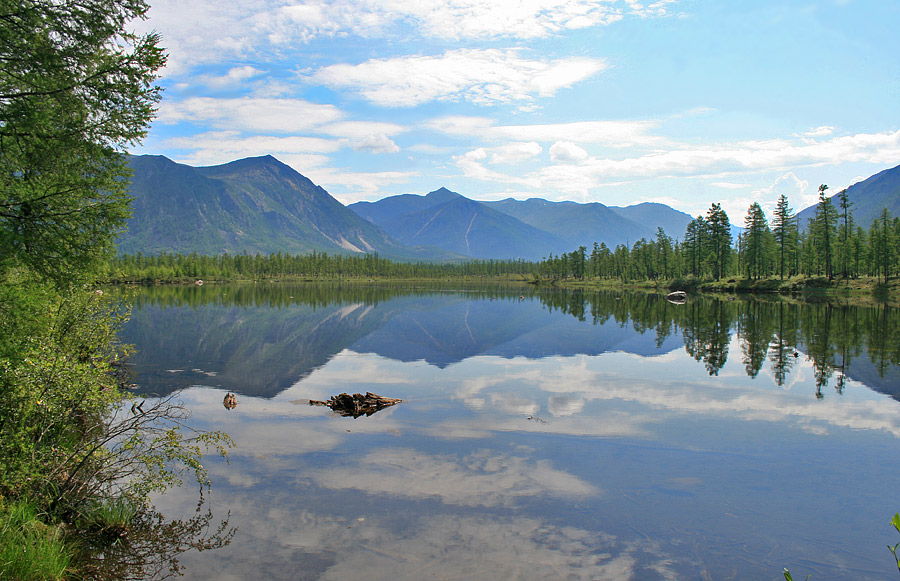

巴蘭-塔穆爾湖（俄语：Балан-Тамур），是俄羅斯的湖泊，位於該國南部，由布里亞特共和國負責管轄，長1公里、寬1公里，湖岸線長度3.5公里，平均水深1-5米，最大水深14米。